# Hugo de Poitiers
Hugo de Poitiers o Hugo Pictavinus (fallecido en 1167) fue un monje benedictino y cronista de la Abadía de Vézelay.
Su Historia Vizeliacensis monasterii fue escrita entre 1140 y 1160. A pesar de su sesgado interés en los asuntos tocantes a su propia abadía, constituye una importante fuente de información sobre la historia de Francia en ese periodo. Fue encargada por el abad Ponce de Vézelay (1138 – 1161), hermano de Pedro el Venerable de la Abadía de Cluny.
También escribió el Origo et historia brevis Nivernensium comitum, sobre el Condado de Nevers. 
Sus obras están recogidas en la Patrología latina de Jacques-Paul Migne, vol. 194.